# Karabinek maszynowy

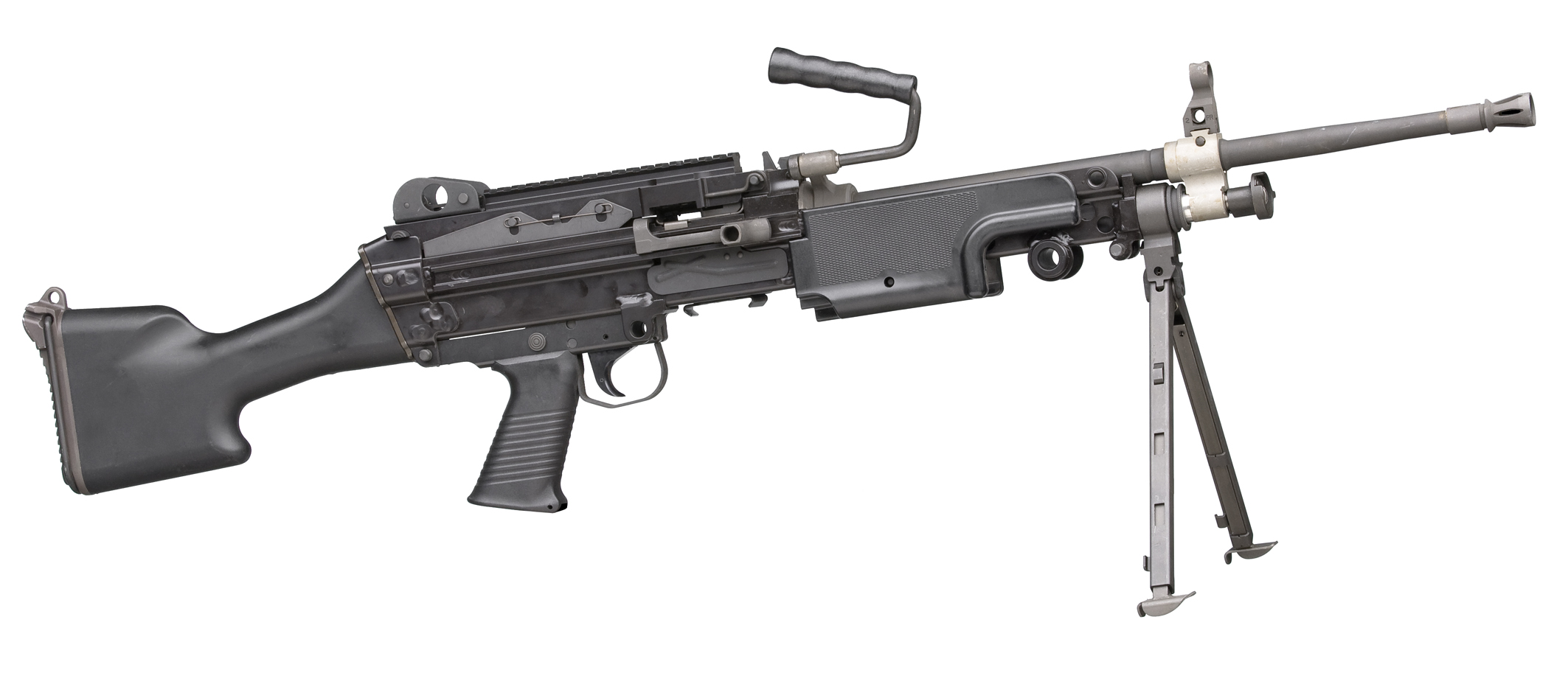
Karabinek maszynowy FN Minimi

Karabinek maszynowy – według terminologii obowiązującej obecnie w Wojsku Polskim (Polska Norma PN-V-01016) nazwa ręcznego karabinu maszynowego strzelającego amunicją pośrednią.